# Fetlar

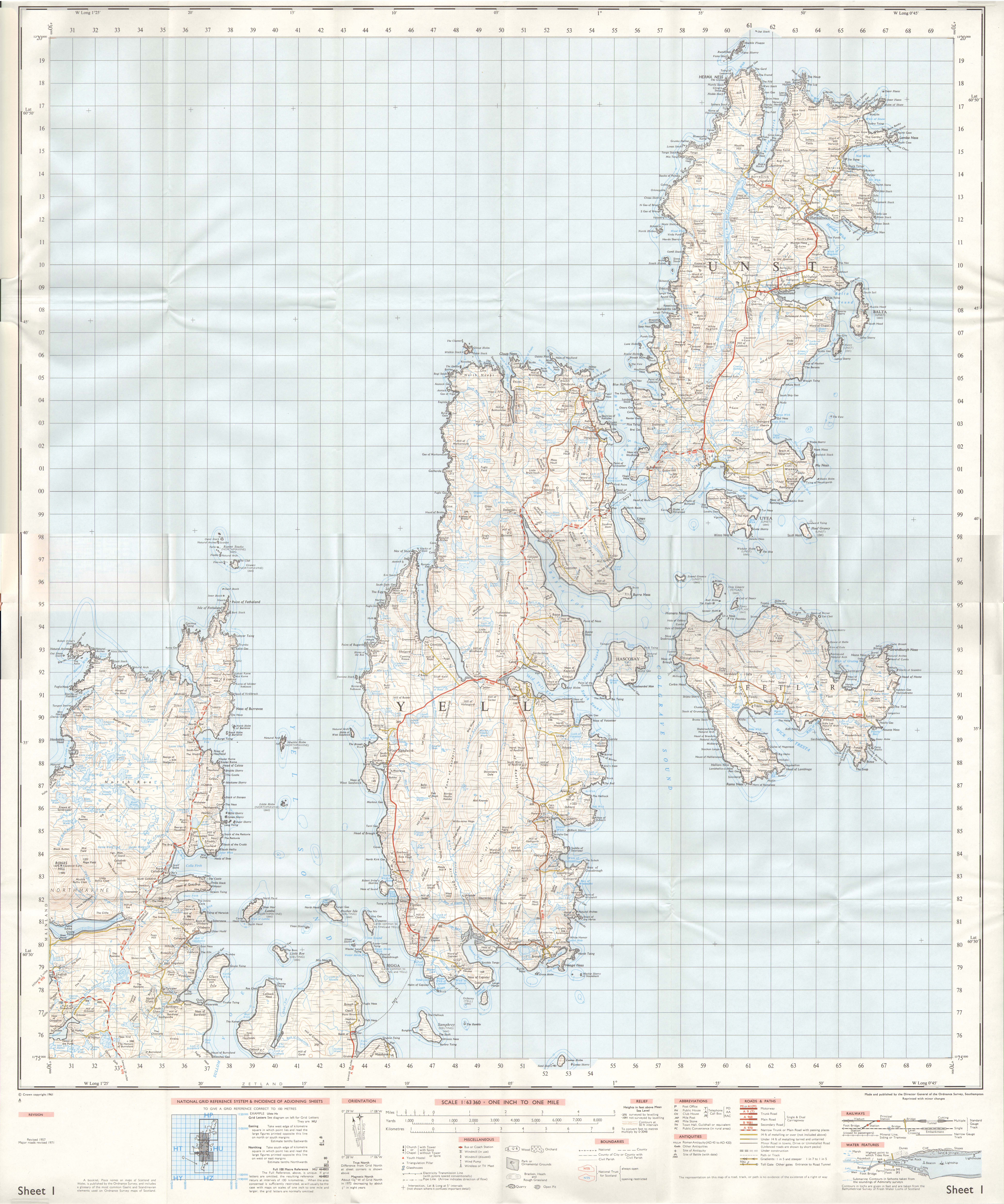
Ordnance-Survey-Kartenblatt von 1961

Fetlar ist eine der Nordinseln der Shetland-Inseln vor Schottland mit einer Bevölkerung von 61 zur Volkszählung am 27. März 2011, eine Abnahme von 25 gegenüber 2001. Der bedeutendste Ort ist Houbie an der Südküste, Sitz des Fetlar Interpretative Centre. Einen Kilometer nordwestlich von Houbie liegt der Flugplatz Fetlar, der nur noch für Notfälle und gelegentliche Charterflüge genutzt wird.  Von den zwölf Civil parishes der Shetland-Inseln ist Fetlar die mit der bei weitem niedrigsten Einwohnerzahl und niedrigsten Bevölkerungsdichte.
Der nördliche Teil von Fetlar ist ein Vogelschutzgebiet, Heimat von Raubmöwen, Schnepfenvögeln und Schneeeulen. Fetlar hat
- vorgeschichtliche Reste mehrerer Brochs und die eines Promontory Forts
- die Kammergräber am Vord Hill
- den Steinkreis von Hjaltadans
- das Bootsgrab Giant’s Grave
- der 2,3 m hohen Menhir „Ripple Stone“ am Leagarth house zwischen Houbie und Aith

zu bieten. Eine andere Attraktion der Insel ist Brough Lodge, von Arthur Nicolson in den 1820er Jahren erbaut.
Fähren fahren von Oddsta auf Fetlar nach Gutcher auf Yell und nach Belmont auf Unst.
Auf dieser Insel wurde im Jahre 1912 das Thatcher-Syndrom erfasst.